# Bernardo Castello

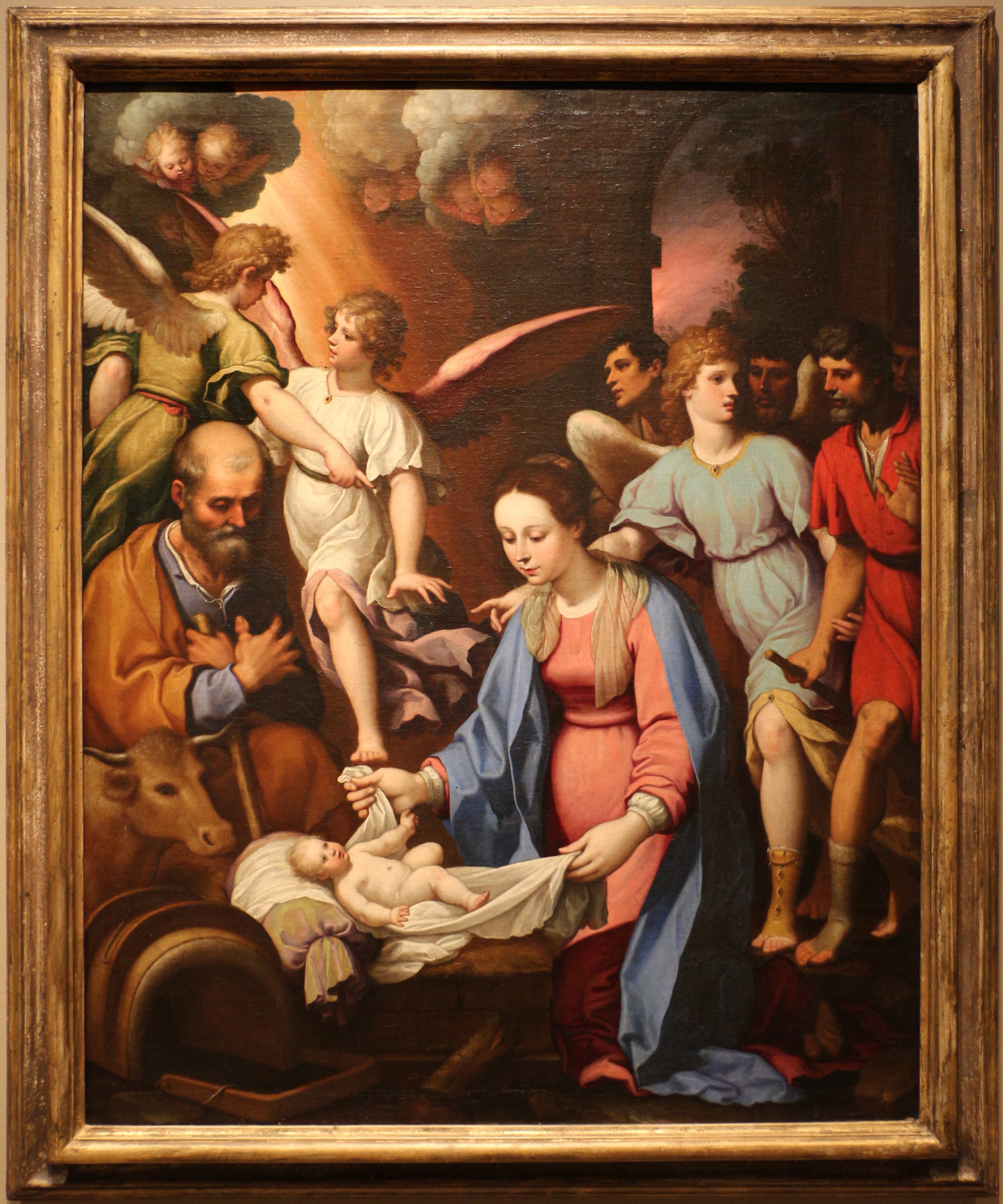
Bernardo Castello: Geburt Christi, Indianapolis Museum of Art

Bernardo Castello (auch: Castelli; * 1557 oder 1559 (?) in Genua; † 4. Oktober 1629 ebenda) war ein italienischer Maler, Freskant und Zeichner des späten Manierismus im Übergang zum Barock. Er gehört zur Genueser Schule der Malerei.

## Leben
Laut Soprani kam er als Sohn von Antonio Castello und Geronima Macchiavello im Jahr 1557 im Sestiere della Maddalena in Genua zur Welt. Sein Geburtsjahr ist allerdings fraglich, wenn man einer Aussage des mit Bernardo Castello befreundeten Dichters Chiabrera glaubt, der in einem Brief vom 6. November 1606 schrieb, der Maler sei zu dieser Zeit 47 Jahre alt gewesen, also ca. 1559 geboren.
Bernardo Castello gehörte zu einer Künstlerfamilie: sein älterer Bruder Giovanni Battista Castello (1547–1637) war Goldschmied und Miniaturist, und sein Bruder Pietro Castello (nachgewiesen 1582–1592) Bildhauer; beide wirkten für König Philipp II. in Spanien.
Bernardo war zwei Mal verheiratet: Mit seiner ersten Frau Livia di Antonio da Savignone (gestorben 1613), die er am 10. Dezember 1575 heiratete, hatte er 16 Kinder, von denen Giacomo Maria (manchmal auch „Giovanni Maria“; * 27. November 1584) und Bernardino († 21. August 1639 ?) wahrscheinlich ebenfalls Maler waren; Bernardino soll sich als Minoritenpater im Konvent der SS. Annunziata in Genua vor allem der Miniatur- bzw. Buchmalerei gewidmet haben. Bernardos Tochter Ersilia war die Frau des bekannten Malers und Freskanten Giovanni Carlone di Taddeo. Aus der Ehe mit seiner zweiten Frau hatte Bernardo vier weitere Kinder. Sein jüngster Sohn war der berühmte Barockmaler Valerio Castello (1624–1659).

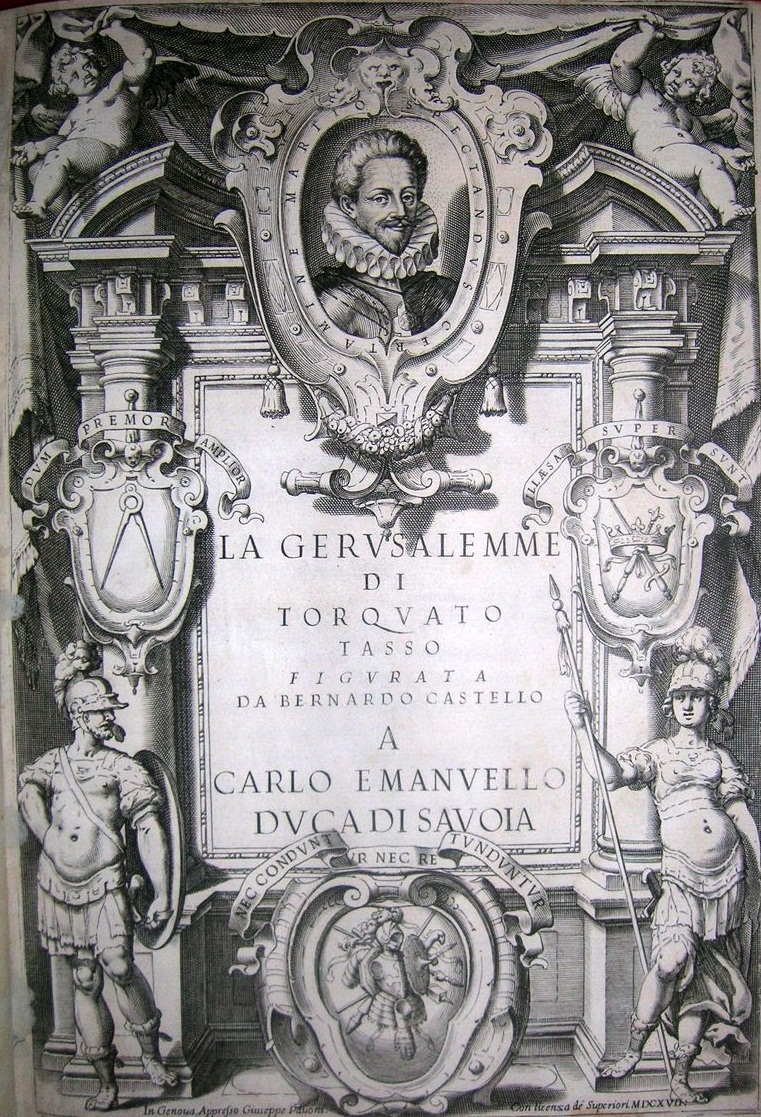
Bernardo Castello: Frontispiz der 3. Edition von Tassos Gerusalemme Liberata, 1617

Bernardo Castello machte seine malerische Ausbildung zunächst bei Andrea Semino, und ab seinem 14. Lebensjahr bei Luca Cambiaso, der einen entscheidenden und dauerhaften Einfluss auf ihn ausübte.
Nach 1575 machte er verschiedene Reisen durch Italien, auf denen er sich unter anderem mit den berühmten Schriftstellern und Dichtern Gabriello Chiabrera, Torquato Tasso und Giovanni Battista Marino anfreundete, mit welchen er einen jahre- oder jahrzehntelangen Briefwechsel pflegte. Gegenüber seinen Malerkollegen wird Castello dagegen ein weniger nettes, und stattdessen betont rivalisierendes Verhalten nachgesagt.
Als Frucht seiner Freundschaft mit Tasso, den er 1584 oder 1586 in Ferrara kennenlernte, schuf Castello 21 Zeichnungen als Illustrationen zu dessen Hauptwerk Das befreite Jerusalem (La Gerusalemme liberata), darunter auch ein Porträt von Tasso. Castellos Zeichnungen dienten Agostino Carracci und Giacomo Franco als Vorlage für Kupferstiche und wurden zum ersten Mal 1590 in Genua durch Girolamo Bartoli veröffentlicht; weitere, erweiterte Editionen erschienen in Genua 1604 bei Giuseppe Pavoni, 1615 und 1617, sowie in London 1724. Diese Illustrationen machten Castello mit einem Schlag in ganz in Italien bekannt. In Genua entwickelte er sich neben Giovanni Battista Paggi zum wichtigsten Maler der Epoche zwischen Cambiaso nach dessen Abreise nach Madrid 1583 und der mit dem Genueser Aufenthalt von Peter Paul Rubens beginnenden Epoche des Barock zu Beginn des 17. Jahrhunderts.

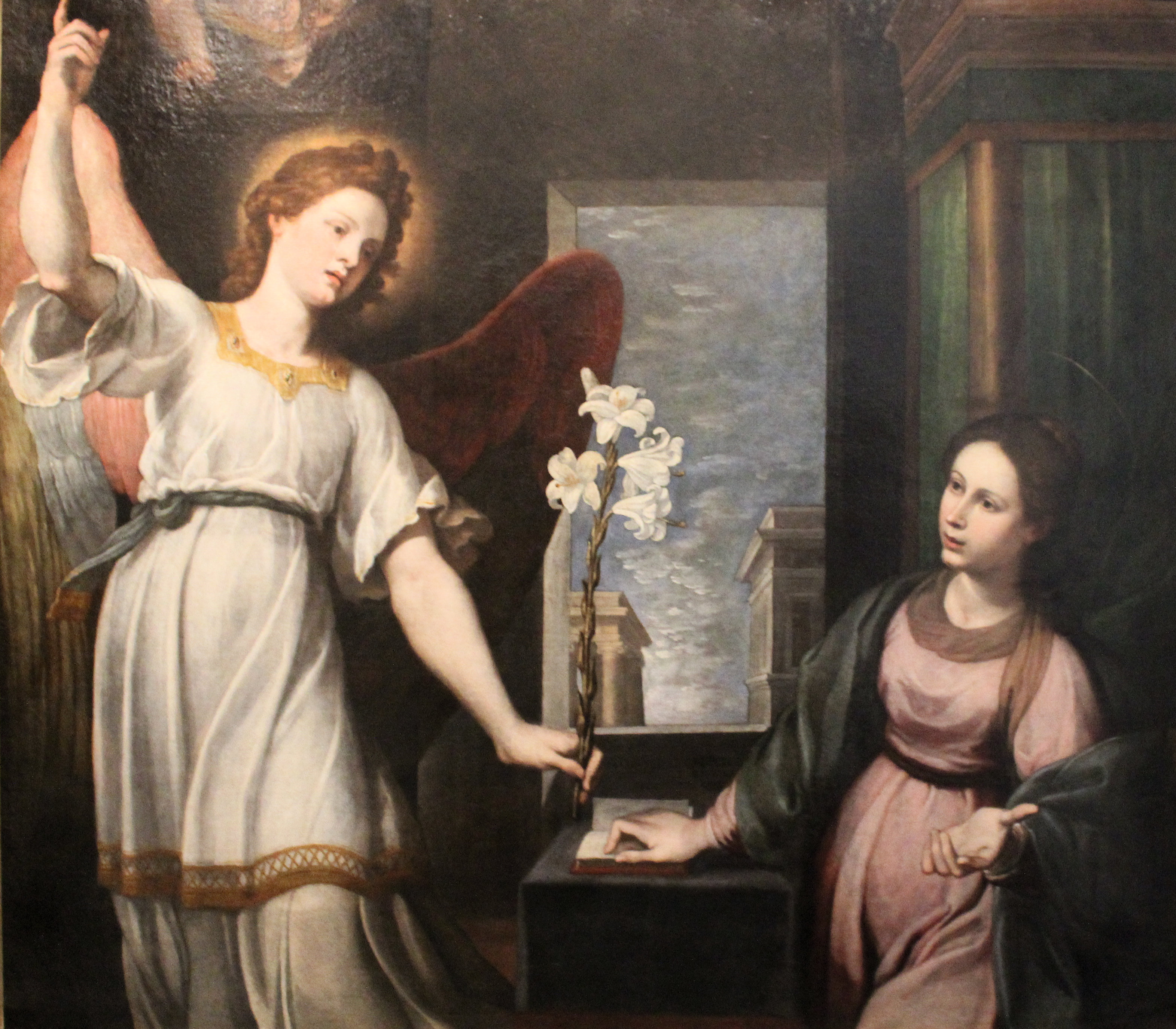
Verkündigung, Kirche Saint-Honoré in Verneuil-en-Halatte (zeitweise im Musée départemental de l’Oise)

In seiner Malerei orientierte sich Castello zunächst am Manierismus seiner Lehrer Semino und Cambiaso, die er mit toskanischen Einflüssen, einer von Raffael inspirierten Eleganz und Anmut und mit dem für das späte 16. Jahrhundert typischen Realismus kombinierte. Zahlreiche Gemälde und Fresken hinterließ er vor allem in den Kirchen, Palästen und Villen Genuas und seiner Umgebung, darunter zahlreiche signierte und datierte Werke. 1583 malte er eine Kopie von Giulio Romanos Steinigung des Hl. Stefan für die Kirche San Giorgio dei Genovesi in Palermo. Im selben Jahr 1583 begann er zusammen mit anderen Künstlern mit seinen ersten dokumentierten Fresken in der Villa Lomellini Rostan in Multedo di Pegli, und hinterließ dabei laut Soprani in der Szene mit der Begegnung von Coriolano und Veturia auch ein Selbstporträt.
In Florenz wurde er 1588 Mitglied in der dortigen Accademia – ein sichtbares Zeichen seines Erfolges.
Castello war auch für seine Porträts bekannt, unter anderem von berühmten Zeitgenossen wie Chiabrera, Tasso, dem Herzog von Savoyen oder Ambrogio Spinola. Ein später massiv übermaltes, und somit schlecht erhaltenes, Porträt von Sofonisba Anguissola malte er im Auftrag der Accademia di San Luca.
1592–93 schuf er mehrere Fresken im Palazzo Spinola (heute: Banca d’America e d’Italia) in der Strada Nuova, darunter die Szenen Darius bittet Alexander, die Taten des Scipio und das Zweite Triumvirat (nach Sujets von Chiabrera), sowie allegorische Figuren und einen Groteskendekor.

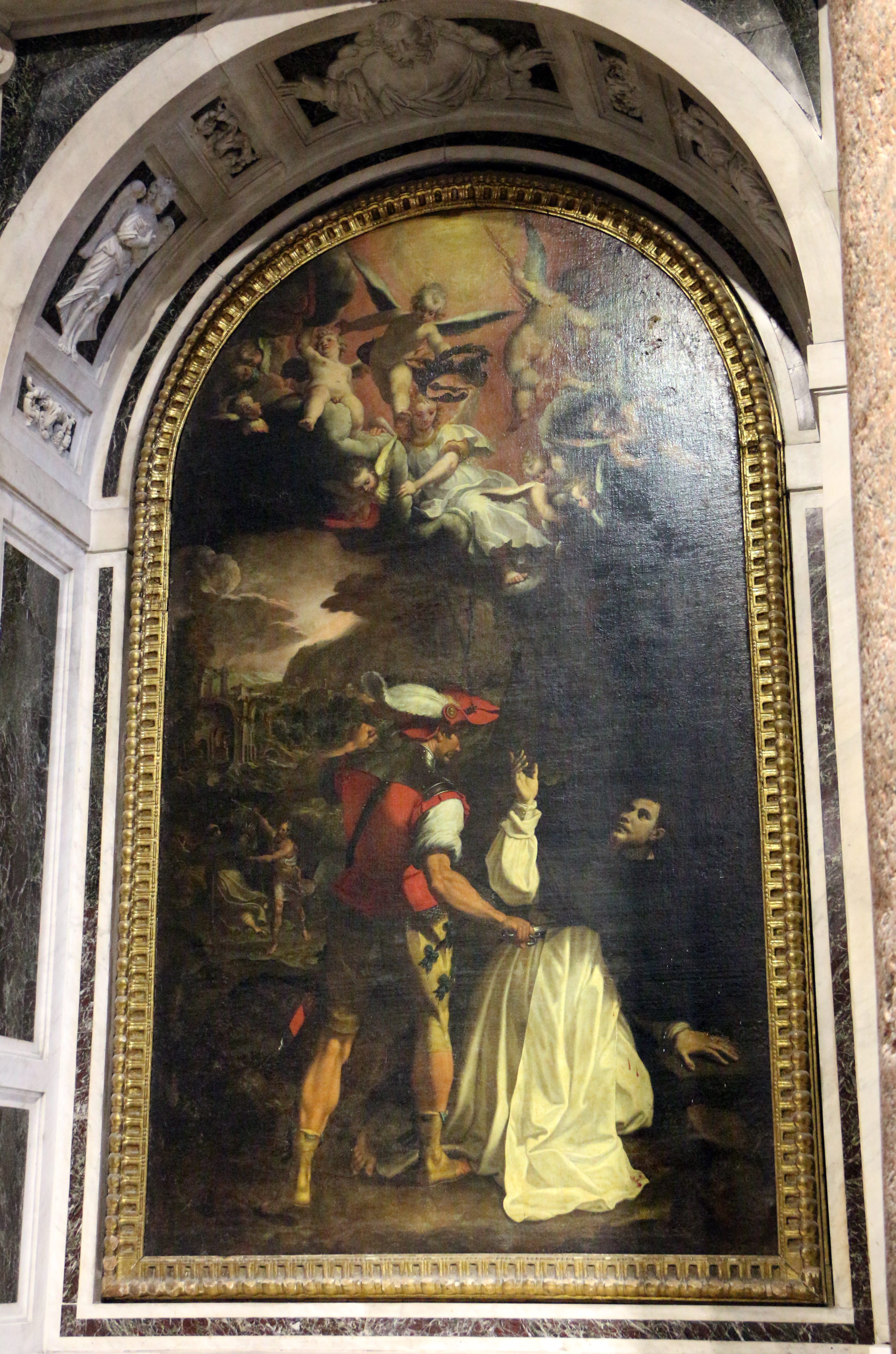
Martyrium des Hl. Pietro da Verona, 1597, Santa Maria di Castello, Genua

Zu den bedeutendsten, eigenständigsten und fortschrittlichsten Werken Bernardo Castellos gehört das 1597 signierte Martyrium des Hl. Petrus dominicanus in der Kirche Santa Maria di Castello in Genua, wo er sich zum ersten Mal vom Einfluss seines Lehrers Cambiaso befreite und sich einem frühen Barock öffnete, wie er von den Carracci vertreten wurde.
Um 1603 bis 1606 war Castello in Rom, wo er Passignano und Cavalier d’Arpino kennenlernte und Arbeiten im Vatikan ausführte. Er erhielt sogar einen Auftrag für ein Altarbild Domine salva nos („Herr, rette uns“) im Petersdom, das heute verloren, aber durch einen Stich von Callot bekannt ist, und später durch ein Gemälde von Lanfranco (und dieses später durch ein Mosaik) ersetzt wurde. In Rom malte er unter anderem auch Dekorationen im Palazzo Altemps, und für Kardinal Giustiniani einen Hl. Vincenz Ferrer, der sich noch heute in Santa Maria sopra Minerva befindet.
Wahrscheinlich über Chiabrera erhielt Castello mehrere Aufträge von der Königsfamilie von Savoyen, unter anderem malte er 1608 für Carlo Emanuele I eine Schlacht von Saint Quentin für die Chiesa del SS. Sudario in Rom, das wahrscheinlich bei der Renovierung der Kirche 1660 zerstört wurde. Gute Beziehungen unterhielt der Maler auch zu Kirchen und Gönnern in Savona, wo sich noch heute eine 1609 vollendete Geburt Christi Castellos in der Cappella Nano im Dom befindet.
1613 war er wieder in Rom und musste dabei zu seiner Bestürzung erfahren, dass sein nur wenige Jahre zuvor gemaltes Altarbild in Sankt Peter bereits entfernt worden war, da es offensichtlich nicht mehr den neuesten stilistischen Entwicklungen des Barock entsprach, wie sie einerseits von Carracci, andererseits durch Caravaggio in Gang gebracht worden waren. Kurz darauf starb Castellos erste Frau und er musste nach Genua zurückkehren. Von Januar bis Juni 1616 war er nochmals in Rom, obwohl er zu dieser Zeit stilistisch immer mehr ins Hintertreffen geriet.
Bezeichnend für seinen eher rückwärtsgewandten Spätstil sind Werke wie die Madonna und Kind mit den Hl. Magdalena und Nikolaus (1623) in der Chiesa della Maddalena (Genua), oder das 1624 signierte Altarbild mit den Hl. Desiderio, Jakob und Albert im Oratorio di San Desiderio bei Genua.
1618 heiratete der mittlerweile etwa Sechzigjährige seine zweite Frau, die ebenfalls verwitwete Cristoforina Campanella, mit der er weitere vier Kinder hatte, darunter den schon erwähnten hochbegabten Valerio.
Zu Bernardo Castellos Schülern zählten Giovanni Andrea De Ferrari und Simone Barabino.
Etwa ein Jahr nachdem er am 26. Oktober 1628 sein zweites Testament gemacht hatte, starb Bernardo Castello am 4. Oktober 1629, und wurde am Tag darauf in einer Kapelle der Kirche San Martino d’Albaro in Genua beigesetzt.
2014 wurde im Zuge von Restaurierungsarbeiten in San Martino d’Albaro unter groben Übermalungen aus dem 19. Jahrhundert ein gut erhaltenes Fresko einer Madonna mit Kind und zwei heiligen Dominikanern von Bernardo Castello entdeckt.

## Werke

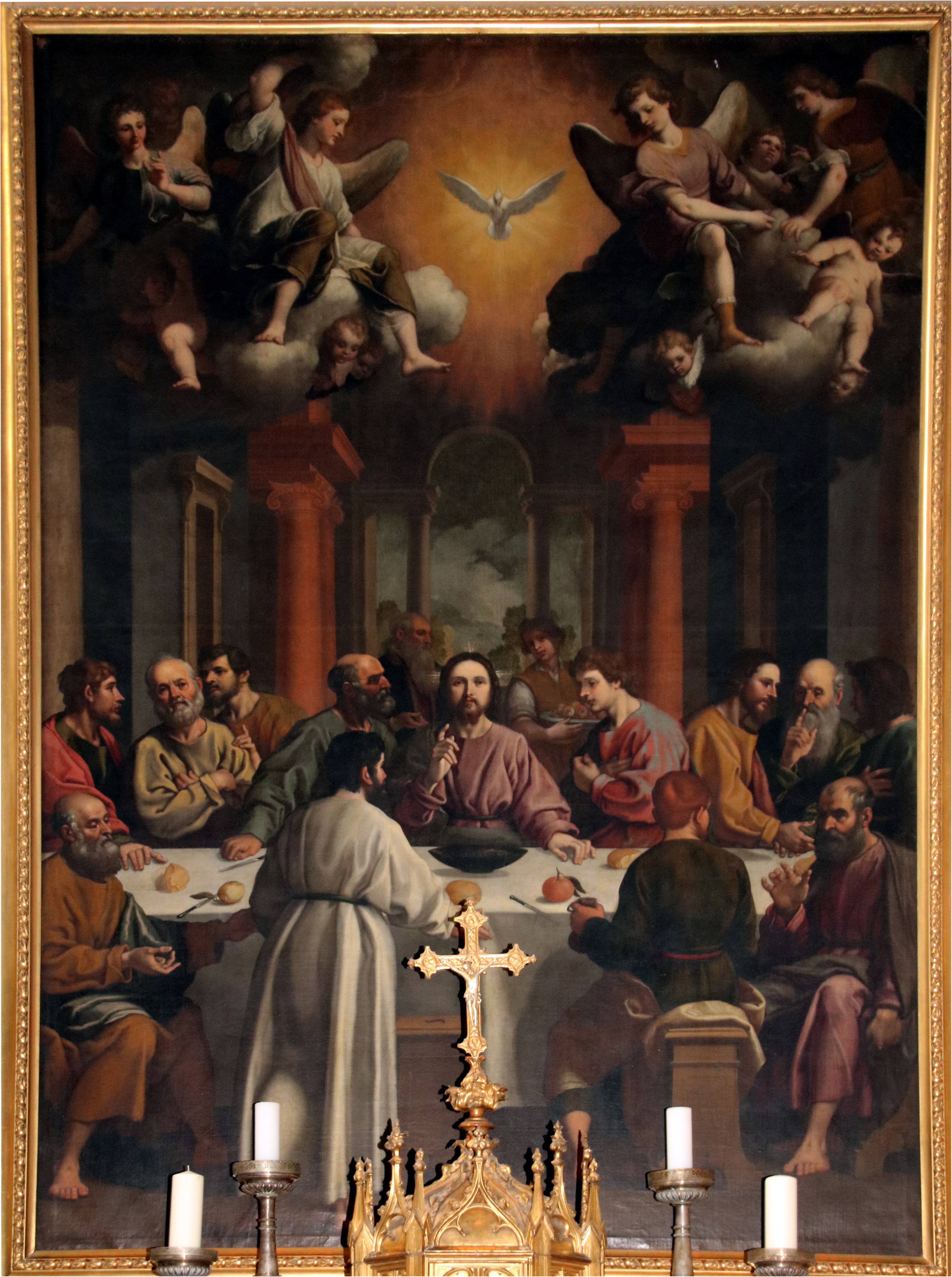
Letztes Abendmahl, Sant’Antonino (Genua ?)

- Fresken (Begegnung von Coriolano und Veturia mit Selbstporträt, 1583) in der Villa Lomellini Rostan, Multedo di Pegli
- Madonna mit Schutzheiligen der Stadt Genua, (urspr. für die Kapelle des Palazzo Paride Doria, Genua) Depot im Palazzo Bianco
- Die Hl. Eligio, Ursula und Lucia zwischen den 10 000 Kreuzen, signiert und datiert 1590, in Santa Maria delle Vigne, Genua
- Krippe des Hl. Girolamo di Quarto und Immacolata (ehemals in Santa Maria delle Grazie?), in Santa Maria in Passione, Genua
- Groteskendekor und Fresken (u. a. Darius bittet Alexander, die Taten des Scipio und das Zweite Triumvirat (nach Sujets von Chiabrera), 1592–93) im Palazzo Spinola (heute: Banca d’America e d’Italia), Genua
- Krippe (signiert und datiert 1591), Santuario della Misericordia, Savona
- Martyrium des Hl. Petrus dominicanus (1597), Kirche Santa Maria di Castello, Genua
- Letztes Abendmahl (unsigniert aber datiert 1598), Kirche San Martino, Genua
- Madonna mit zwei Heiligen, San Giovanni di Pré, Genua (signiert und datiert 1599)
- Kreuzigung mit Stifter (1599), Gemeindekirche von Camogli (Varianten in Genua, Chiesa della Concezione dei Cappuccini und in Santa Margherita di Marassi).
- Berufung und Martyrium des H. Jakob (um 1600; urspr. im Oratorio di San Giacomo delle Fucine), Soprintendenza di Genua.
- Fresken (Krieg des Giugurta, Erminia bei den Hirten und Diana und Callisto), um 1602, Villa Centurione genannt „del Monastero“, Sampierdarena (Genua)
- Fresken aus Tassos La Gerusalemme Liberata, Villa Giovanni Vincenzo Imperiali (heute Scassi)
- Fresken mit Szenen aus dem 1. Buch der Aeneis, Villa Centurione (heute: Musso Piantelli) in Marassi
- Fresken (Ewiger Vater und Hl. Hyacinth), 1604, Santa Maria di Castello, Genua
- 7 Episoden aus La Gerusalemme liberata, Palazzo De Franchi (an der Piazza Posta Vecchia), Genua
- Heilige Familie, Galleria nazionale di Palazzo Spinola, Genua
- Heilige Familie, Accademia Ligustica di Belle Arti, Genua
- Heilige Familie, San Matteo, Genua
- Heilige Familie, Palazzo del Comune, Cantiano (Pesaro)
- Letztes Abendmahl, Sant’Antonino, Piacenza
- Mysterien des Rosenkranzes, San Martino d’Albaro
- Susanna und die Alten, Privatsammlung, Genua
- San Francesco da Paola (signiert und datiert „Roma 1604“), Chiesa del Carmine, Genua
- Hl. Vincenz Ferrer (ca. 1605), Santa Maria sopra Minerva, Rom
- Fresken über das Leben der Psyche (nach Apuleius und Marino), Palazzo Giustiniani (heute: Odescalchi) (signiert und datiert 1605), Bassano di Sutri (Brugnoli)
- Marienzyklus, nach 1606, Fresken in der Cappella Pinelli in Santa Maria della Cella, Sampierdarena (Genua)
- Geburt Christi, Altarbild in der Cappella Nano im Dom von Savona (1609)
- Heilige Familie (datiert 1610), Gemeindekirche San Bernardo in Valle, Savona
- Fresken mit 24 Szenen aus dem Leben der Maria, Santuario della Misericordia, Savona (1610)
- Freskenzyklus aus dem Leben des Paris, in der ehemaligen Villa Spinola di San Pietro, Sampierdarena (1611)
- Der Hl. Martin zu Pferde (nach 1619), Chiesa di San Martino d’Albaro
- Alexander und Cyrus (signiert und datiert 1622), Villa Saluzzo-Bombrini (detta “Il Paradiso”),
- Madonna und Kind mit den Hl. Magdalena und Nikolaus (1623), Chiesa della Maddalena (Genua)
- Hl. Desiderio, Jakob und Albert (signiert und datiert 1624), Altarbild im Oratorio di San Desiderio bei Genua